# Bitwa pod Przecławą
Bitwa pod Przecławą – starcie pomiędzy wojskami wieleckimi a niemieckimi (saskimi), stoczone 10 września 1056. Było to jedno z największych zwycięstw Słowian połabskich nad Świętym Cesarstwem Rzymskim.

## Tło
W roku 1055 wybuchło antyniemieckie powstanie Wieletów, którzy w rok później splądrowali część ziem saskich (wschodnie tereny obecnej Dolnej Saksonii i północne pogranicze Saksonii-Anhalt z Brandenburgią). W odpowiedzi cesarz Henryk III Salicki wysłał przeciwko powstańcom silną armię, dowodzoną przez margrabiego Marchii Północnej Wilhelma i grafa Katlenburga Dytryka I.

## Bitwa
10 września 1056 wojska niemieckie przekroczyły graniczną rzekę Łabę i stanęły naprzeciwko armii wieleckiej u ujścia rzeki Haweli, pod zamkiem Przecława (źródłowo Prentzlow, ob. rejon Havelbergu). W trakcie walki Wieletom udało się otoczyć Niemców nad brzegiem, odcinając odwrót. W wyniku tego, znaczna część armii Wilhelma i Dytryka – wraz ze swoimi dowódcami – już nie powróciła do Cesarstwa, znajdując śmierć w bitwie. Resztki wojsk niemieckich starały się przepłynąć wpław Łabę, ale wobec silnego nurtu udało się to niewielu i w ten sposób straty cesarskie zostały tylko powiększone.
Z uwagi na lakoniczność źródeł, nie wiadomo jak duże straty ponieśli Wieleci, ani kto nimi dowodził.

## Skutki
Wielkość zwycięstwa sprawiła, że Wieleci znaleźli się u szczytu swojej potęgi, a samą bitwę określa się często mianem Grunwaldu Wieletów (lub Wieleckim Grunwaldem). Zwycięstwo jednak nie zostało wykorzystane (podobnie jak grunwaldzkie) i już w następnym roku doprowadziło do wojny domowej w Związku Wieleckim, która przyspieszyła upadek Słowian połabskich.
Do Italii – gdzie przebywał cesarz Henryk III – szybko dotarły wieści o klęsce i utraceniu armii saskiej. Na skutek tych wiadomości cesarz doznał udaru i 5 października zmarł. Po bitwie na jakiś czas zaniechano wypraw przeciwko Wieletom.